# Egreš
Egreš és un poble i municipi d'Eslovàquia. Es troba a la regió de Košice, a l'est del país.

## Història
La primera referència escrita de la vila data del 1272.

## Demografia
| Godina             | 1994 | 2004   | 2014   | 2024   |
| ------------------ | ---- | ------ | ------ | ------ |
| Nombre de persones | 416  | 435    | 478    | 479    |
| Diferència         |      | +4,56% | +9,88% | +0,20% |

| Godina             | 2023 | 2024   |
| ------------------ | ---- | ------ |
| Nombre de persones | 466  | 479    |
| Diferència         |      | +2,78% |